# Литвяк Олександр Андрійович
Олександр Андрійович Литвяк (нар. 14 листопада 1990) — український футболіст, захисник польського футбольного клубу «Куявія».

## Життєпис
Олександр Литвяк народився 14 листопада 1990 року. У ДЮФЛУ з 2007 по 2012 року захищав кольори харківського «Металіста». Свій перший та останній матч у футболці харківського клубу зіграв 15 серпня 2009 року у переможному (1:0) виїзному поєдинку 1/16 фіналу кубку України проти бурштинського «Енергетика». Олександр вийшов на поле у стартовому складі та відіграв увесь матч. Решту ж часу виступав за юнацку та молодіжні команди клубу, в складі яких загалом зіграв 79 матчів та відзначився 5-ма голами.
У 2012 році перейшов до складу першолігового клубу МФК «Миколаїв». 22 серпня 2012 року дебютував за нову команду у програному (1:2) виїзному поєдинку 2-го попереднього раунду кубку України проти кременчузького «Кременя». Литвяк вийшов на поле на 75-ій хвилині, замінивши Ігора Черніка. 26 серпня 2012 року дебютував за миколаївську команду у переможному (2:0) виїзному поєдинку 7-го туру першої ліги чемпіонату України проти «Сум». Олександр вийшов на поле на 90-ій хвилині, замінивши Антона Голенкова. Загалом у футболці «Миколаєва» зіграв 4 матчі у чемпіонаті України та 1 поєдинок — у кубку України.
З 2013 по 2016 роки виступав у складі аматорських клубів «Колос» (Зачепилівка), «Локомотив» (Куп'янськ), «Маяк» (Валки) та «Нікополь».
Починаючи з сезону 2016/17 років «Нікополь» відновив свої виступи на професіональному рівні, стартувавши під назвою «Нікополь-НПГУ» у другій лізі. Разом з нікопольською командою на професійному рівні розпочав свої виступи і Олександр Литвяк. Свій перший після тривалої перерви матч на професійному рівні він зіграв 24 липня 2016 року. Це був програний (0:3) виїзний поєдинок 1-го туру другої ліги проти одеської «Жемчужини». Литвяк вийшов у стартовому складі та відіграв увесь поєдинок. Саме у футболці «Нікополя» відзначився першим голом у професійній кар'єрі, 14 серпня 2016 року на 9-ій хвилині переможного (3:0) домашнього поєдинку 4-го туру другої ліги проти хмельницького «Поділля». Олександр вийшов у стартовому складі та відіграв увесь матч. У першій частині сезону 2016/17 років у чемпіонаті України зіграв 16 матчів та відзначився 1 голом.
На початку лютого 2017 року перейшов до аматорського клубу «Металіст 1925».
Сезон 2017/18 років відіграв в аматорському клубі 4-ї польської ліги «Унія» з міста Яніково. Влітку 2018 року перейшов на правах оренди до команди «Куявія», котра грає в тій же лізі.